# 伊斯特本 (伊利諾伊州)
伊斯特本（英語：Eastburn）是位於美國伊利諾伊州易洛魁縣的一個非建制地區。該地的面積和人口皆未知。

## 地理
伊斯特本的座標為40°46′23″N 87°38′08″W / 40.77306°N 87.63556°W，而該地的平均海拔高度為209米（即686英尺）。